# Охотський Сергій Степанович
Охотський Сергій Степанович (нар. 14 серпня 1958, Хмельницький, Українська РСР, СРСР) — український спортсмен, майстер спорту міжнародного класу зі стендової стрільби, багаторазовий переможець національних, європейських і світових чемпіонатів. 

## Біографія
Народився 14 серпня 1958 року в місті Хмельницький. У 2010 році закінчив Харківську академію фізичної культури.
Призер чемпіонатів світу (1979, Монтекатіні, Італія, друге місце; 1981, Тукуман, Аргентина, 1981, перше місце; 1982, Каракас, Венесуела, третє місце) та Європи (1979, Монтекатіні, перше місце; 1980, Сарагоса, Іспанія, третє місце; 1981, Москва, Росія, перше місце; 1982, Монтекатіні, перше місце) у командному заліку.
Бронзовий призер Кубка світу (1999, Ларнака, Кіпр), переможець Кубка Європи (1980, Зуль, Німеччина) та СРСР (1985) в особистому заліку. Чемпіон СРСР (1981, 1985), багаторазовий переможець міжнародних змагань. Вісімнадцятиразовий чемпіон України в особистому заліку. 
Виступав за спортивне товариство «Спартак», у 1977—1991 — за СКА Прикарпатського військового округу, протягом 1992—2003 років — Збройних сил України (1992—2003). 
Протягом 2008—2010 років працював тренером-викладачем школи вищої спортивної майстерности, з 2011 року викладає в Львівській КДЮСШ № 1 СКА. Суддя національної категорії.

## Досягнення
- чемпіон світу  в командному заліку  (Аргентина) (1981 р.);
- срібний призер (1979 р.);
- бронзовий призер (1982 р.)
- призер чемпіонатів світу у командних змаганнях на траншейному стенді;
- чемпіон Європи у командних змаганнях (1979, 1981, 1982 рр.);
- майстер спорту міжнародного класу (1979 р.).